# Maxim (kulomet, 1910)
Maxim vz. 1910 (7,62 станковый пулемёт системы Максима образца 1910 года – 7,62 stankovij pulemjot sistemy Maksima (Maxima) obrazca 1910 goda) byl ruský, poté sovětský typ těžkého kulometu, jedna z verzí kulometu Maxim vynálezce Hirama Stevense Maxima. Kulomety stejného vzoru se vyráběly rovněž ve Velké Británii nebo Německu (MG 08).

## Historie

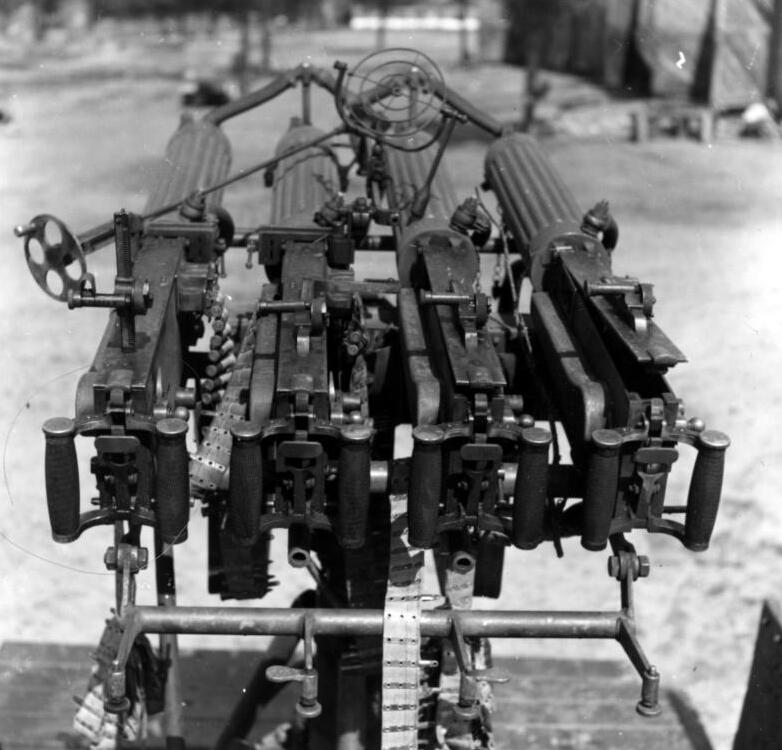
Maxim 1910 jako protiletadlové čtyřče

První těžké kulomety Maxim koupilo carské Rusko od Angličanů roku 1897. Po úspěších této zbraně v bojích rusko-japonské války v letech 1904–1905 došlo k zakoupení výrobní licence kulometu. Ten byl vyráběn v Tule jako model 1905. Kulomet byl modifikován, přičemž největší změnou byla montáž typického vodního chladiče. V Rusku byla používána také speciální lafeta systému Alexandra Sokolova – vozík se dvěma dřevěnými kolečky. Tento model dostal název vz. 1910 a byl vyráběn od roku 1912 tulskou zbrojovkou. Do ukončení první světové války bylo v Rusku vyrobeno 32 000 těchto kulometů. Byl užívaný za první světové války i za občanské války v Rusku. Vyráběl se v téměř nezměněné podobě i za sovětské éry, pouze v roce 1930 byla modifikována část mechanismu a mířidla. Ve třicátých letech se ukázalo, že se jedná o zastaralý typ a že je třeba najít nástupce. Tím se stal kulomet DS-39 a výroba kulometu Maxim tak byla roku 1939 ukončena. Po vpádu německých vojsk do Sovětského svazu se situace změnila a bylo rozhodnuto o pokračování výroby kvůli nespolehlivosti kulometu DS-39. Za války byl přidán trychtýřovitý otvor, který umožňoval plnit chladič sněhem. Kulomet Maxim vz. 1910 byl vyráběn až do roku 1945, převážně zbrojovkou v Iževsku.

## Nasazení
Maxim 1910 byl používán ve válkách první poloviny 20. století. Pro svou hmotnost byl užíván zejména pro zákopovou válku, díky kolečkům byl ale používán i pro vedení útoků. Kromě ruské a sovětské armády byl kulomet používán i jejich spojenci, mezi něž patřily i Československé legie a československá vojenská jednotka v SSSR, po 2. světové válce byl kulomet ve výzbroji čs. armády. Kulomety byly ze sovětského arzenálu dodávány po válce do rozvojových zemí, kde sloužily až do osmdesátých let.
V současnosti je ještě tento kulomet nasazen i v rusko-ukrajinské válce.

## Technické údaje
- Typ: těžký kulomet Maxim
- Ráže: 7,62 mm
- Náboj: 7,62 × 54 mm R
- Zásobník: 250 nábojů v pásu
- Délka: 1107 mm
- Délka hlavně: 720 mm
- Hmotnost: 23,8 kg
- Hmotnost s pojízdnou lafetou: 64,5 kg
- Hlaveň: 605 mm, chlazená vodou, drážkovaný pravotočivý vývrt se čtyřmi rýhami
- Úsťová rychlost: 860 m/s
- Rychlost střelby: 520–600 ran/min
- Účinný dostřel: 1200 m